# Caçapa
Caçapa, właśc. Claudio Roberto da Silva (ur. 29 maja 1976 w Lavras) – brazylijski piłkarz grający na pozycji obrońcy, a obecnie trener.

## Kariera
Caçapa jest wychowankiem brazylijskiego Clube Atlético Mineiro z Belo Horizonte, gdzie swoją przygodę z piłką rozpoczął w kadrze juniorskiej. W roku 1997 doczekał się debiutu w seniorach. Wtedy swoje mecze rozgrywał regularnie, jedynie nagła kontuzja albo choroba nie pozwalały wyjść mu na boisko w podstawowej jedenastce. Grał głównie na prawej obronie, ale kiedy został sprzedany do Olympique Lyon, został przekwalifikowany na środkowego obrońcę, stopera. Swój debiut w Ligue 1 zaliczył 17 lutego 2001 roku, przeciwko Toulouse FC (1:1). Latem 2007 przeszedł do angielskiego Newcastle United. W latach 2009–2010 był zawodnikiem w Cruzeiro EC. Pierwszą część 2011 spędził w drugoligowym Evian Thonon Gaillard FC, z którym awansował do Ligue 1. Od 25 lipca 2011 był zawodnikiem pierwszoligowego Avaí FC, w którym w tym samym roku zakończył karierę piłkarską.
W reprezentacji Brazylii rozegrał jedynie cztery spotkania i swoje mecze rozgrywał tam w latach 2000–2001. Debiut zaliczył pod koniec lutego 2000 roku.

## Osiągnięcia (zwycięstwa)

### Clube Atlético Mineiro(Brazylia)
- 1997 Copa CONMEBOL

### Olympique Lyon(Francja)
- 2001 Puchar Ligi Francuskiej
- 2002 Mistrzostwo kraju
- 2002 Puchar Ligi Francuskiej
- 2003 Mistrzostwo kraju
- 2003 Puchar Ligi Francuskiej
- 2004 Mistrzostwo kraju
- 2004 Puchar Ligi Francuskiej
- 2005 Mistrzostwo kraju
- 2005 Puchar Ligi Francuskiej
- 2006 Mistrzostwo kraju